# Mantecado

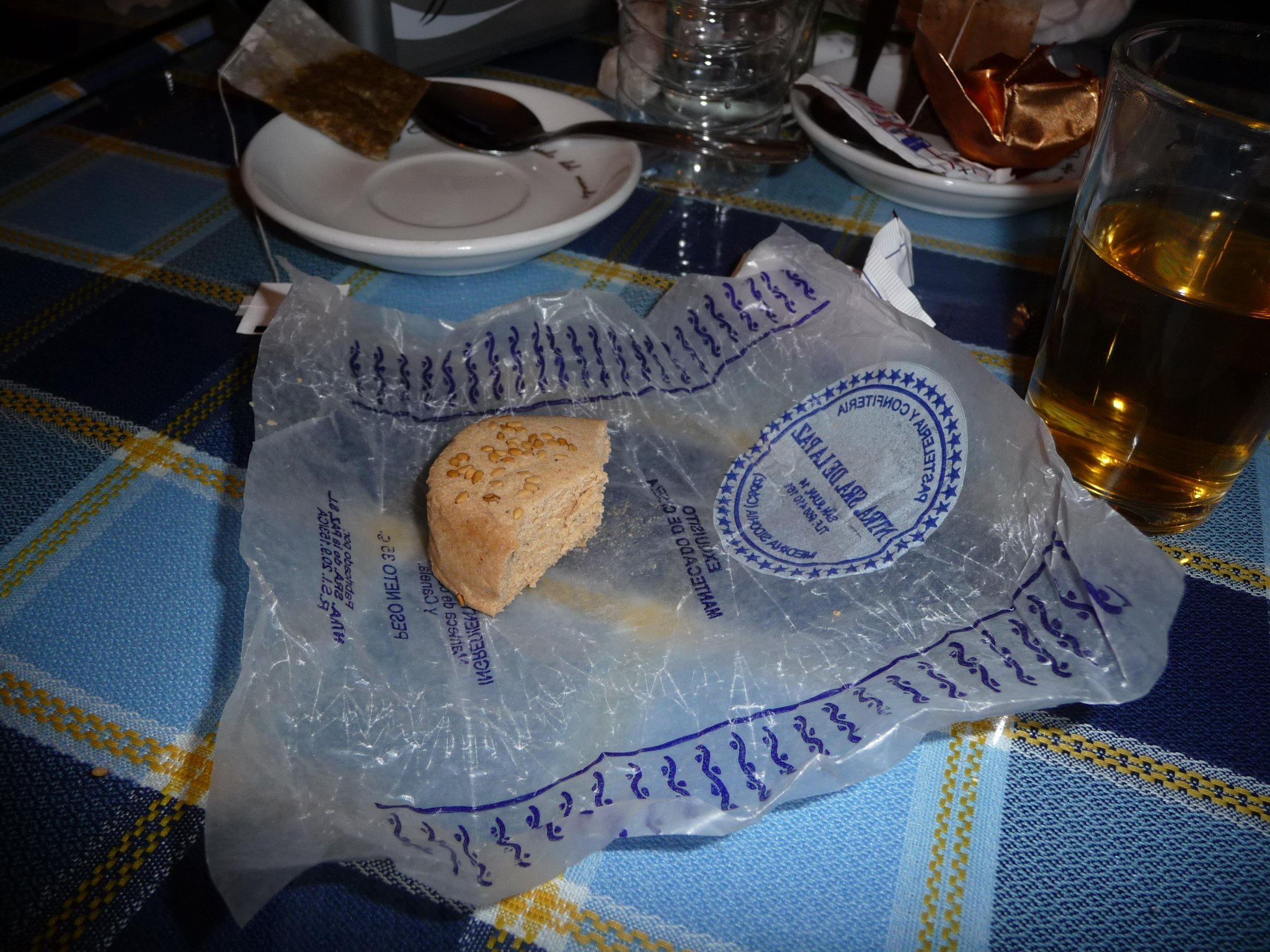
Mantecado de Medina-Sidonia

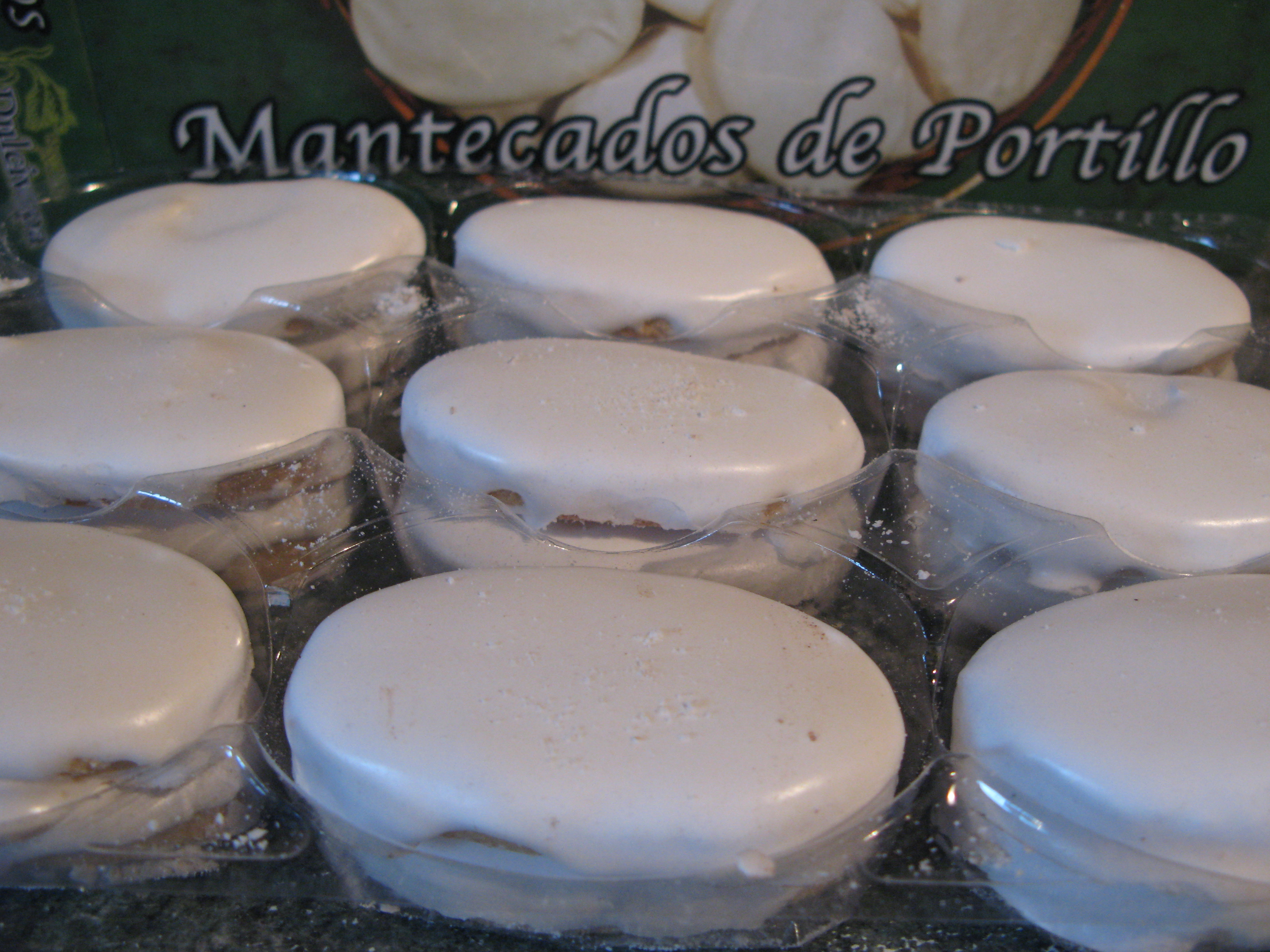
Mantecado de Portillo

O mantecado é um bolo típico  da pastelaria espanhola caracterizado por ser amassado com banha (em castelhano: manteca de cerdo) e consumido em qualquer época do ano, com relevo para o Natal. O termo é também pode designar um doce gelado feito à base de leite que também pode incluir aromatizantes, açúcar ou edulcorantes, ou ainda um sabor de gelado.
A origem do mantecado é andaluza, segundo alguns de Antequera, segundo outros de Estepa, mas a sua popularidade estendeu-se a outras regiões de Espanha, onde também se confecionam mantecados de qualidade, como em Toledo, ou na província de Valladolid, especialmente em Portillo e Tordesilhas.

## Origem
A origem do mantecado data do século XVI e deve-se à produção excendentária de cereais e de banha de leitão que se verificava em algumas partes da Andaluzia. Apesar de haver defensores que o bolo é originário de Estepa, muitos defendem que o mais provável é que a receita original foi elaborada em Antequera, onde até existe um fresco muito antigo que decora o salão de assembleias do ayuntamiento com uma referência clara aos mantecado que ali se faziam. Os mantecados de Antequera teriam ganho fama antes dos mantecados de terras vizinhas sevilhanas e as fábricas de Antequera teriam sido fornecedoras da Casa Real.[carece de fontes?]
Nesse tempo Estepa tinha um rebanho notável de gado suíno, que pastava livremente em grandes extensões de azinhais. As azinheiras desapareceriam no século XVIII, eliminadas pelas tropas francesas para evitar que os guerrilheiros (e posteriormente bandoleiros) nelas se escondessem, o que originou a paisagem atual, de planície cerealífera. As tortas de manteca eram então confecionadas em casas da povoação e no convento de Santa Clara, conforme demonstram os seus arquivos históricos que falam dos recipientes usados no seu fabrico.
O início da comercialização do mantecado deu-se no século XIX, quando Filomena Micaela Ruiz Téllez, alcunhada "La Colchona", os teria dado ao seu marido, que era transportador de Estepa a Córdova, para que os vendesse nos mercados por onde passava. O êxito de La Colchona deveu-se a uma melhoria simples e engenhosa: secá-los. Graças a isso, o mantecado resiste melhor ao transporte e armazenamento, e aumenta o tempo durante o qual o bolo mantém as suas qualidades, como se acabasse de ter saído do forno.
Em 1889 havia cerca de quinze casas em Estepa que se tinham convertido em pequenas fábricas e pouco a pouco os mantecados chegaram a mercados cada vez mais longínquos. Em 2011 foi classificado como denominação de origem protegida.

## Tipos demantecados
Os mantecados são classificados principalmente pelos seus ingredientes e forma geométrica. Alguns dos mais clássicos são:
- Mantecado de artesanía (de artesanto) — moldado à mão, pode incluir sésamo e essência de canela.

- Mantecado de canela y ajonjolí — com sésamo (ajonjolí) e essência de canela, mas de fabrico industrial.

- Mantecado de almendra — com amêndoa triturada ou e pó.

- Mantecado doble de canela — artesanal, típico de Antequera.

- Mantecado de chocolate

- Mantecado de limón — com sabor de casca de limão ralada.

- Mantecado de hojaldre ou hojaldrina — composto por lâminas finas de massa folhada (hojaldre) polvilhado com açúcar de confeiteiro.

- Mantecado de Gilena — Gilena é uma localidade vizinha de Estepa. Nos mantecados de Gilena a farinha não é tostada, resultando num bolo completamente diferente, estaladiço por baixo e mais mole em cima.[2]

- Polvorón — é uma especialidade incluída nos mantecados, mas em cuja elaboração não se usam apenas os ingredientes característicos dos mantecados, mas que leva sempre amêndoa, em diversas proporções, segundo a sua categoria (extram suprema, etc.). A forma é mais alargada e ovalada do que a dos mantecados e é coberto de açúcar de confeiteiro.[3][4]

Outros doces natalícios parecidos com os mantecados são os roscos de vino e os alfajores.